# هيرمان أورباخ
هيرمان أورباخ (بالإنجليزية: Herman Auerbach)‏ هو رياضياتي بولندي، ولد في 26 أكتوبر 1901 في ترنوبل في أوكرانيا، وتوفي في 17 أغسطس 1942 في معسكر بيلزك للإبادة في بولندا بسبب تسمم.